# Frederick Suerig
Frederick G. Suerig (Missouri, 21 giugno 1878 – St. Louis, 8 dicembre 1929) è stato un canottiere statunitense.
Suerig partecipò ai Giochi olimpici di Saint Louis 1904 con la squadra Mound City Rowing Club nella gara di quattro senza, in cui conquistò la medaglia d'argento.

## Palmarès
In carriera ha conseguito i seguenti risultati:
- Giochi olimpici

St. Louis 1904: argento nel quattro senza.